# Crazy Frog Presents More Crazy Hits
Crazy Frog Presents More Crazy Hits è il secondo album in studio del personaggio Crazy Frog, pubblicato nel 2006.
Si tratta di una raccolta di canzoni mixate con le suonerie di Crazy Frog.

## Tracce
1. Intro (Go Froggy Go)
2. We Are the Champions (Ding a Dang Dong)
3. Crazy Frog in the House (Knight Rider)
4. I'm Too Sexy
5. Hey Baby
6. Crazy Yodeling
7. The Final Countdown
8. I Will Survive
9. Nellie the Elephant
10. Ice Ice Baby
11. Kiss Him Goodbye (Na Na Na, Hey Hey)
12. Copa Banana
13. Go Froggy Go
14. Rock Steady
15. Super Crazy Sounds
16. Cotton Eyed Joe (Deluxe Edition Bonus Track)
17. Blue (Da Ba Dee) (Deluxe Edition Bonus Track)
18. Living on Video (Deluxe Edition Bonus Track)
19. Everytime We Touch (Deluxe Edition Bonus Track)
20. Axel F (Deluxe Edition Bonus Track)
21. Last Christmas (Deluxe Edition Bonus Track)
22. Popcorn (Deluxe Edition Bonus Track)
23. In the 80's (Deluxe Edition Bonus Track)
24. Axel F (Video)
25. Popcorn (Video)
26. We Are The Champions (Ding A Dang Dong) (Video)
27. Axel F (New Version) (Video) (Deluxe Edition Bonus Track)
28. Crazy Frog in the House (Knight Rider) (Video) (Deluxe Edition Bonus Track)
29. Last Christmas (Video) (Deluxe Edition Bonus Track)
30. Photo Gallery